# Červená Třemešná – rybník
Červená Třemešná – rybník je přírodní památka v severovýchodním sousedství obce Červená Třemešná v okrese Jičín. Oblast spravuje Krajský úřad Královéhradeckého kraje.

## Geografická poloha
Rybník Červená Třemešná je situován 500 m východně od silnice III/28444 Červená Třemešná – Vidoň. Rybník je tvaru rovnostranného trojúhelníku o přibližných rozměrech 60 × 60 m. Lokalita se nachází v nadmořské výšce od 346 do 348 m n. m. Okolí tvoří smrkový les se zastoupením melioračních dřevin, ze severní strany pak lokalita přechází v pás travin a pole. Východně od přírodní památky se v jejím bezprostředním sousedství rozkládá sedminásobně větší chráněné území - přírodní rezervace Miletínská bažantnice.

## Předmět ochrany
Důvodem ochrany je podpora populace evropsky významného a silně ohroženého živočišného druhu kuňky ohnivé (Bombina bombina), včetně aktivní ochrany jejího biotopu. Cílem je vhodnými zásahy a hospodařením ve vodní nádrži, lučních porostech a ostatních zahrnutých porostech zajistit stabilitu populace a podpořit její další šíření na lokalitě.